# Jacobaea erucifolia
Espèce
Classification phylogénétique
Jacobaea erucifolia, appelé séneçon à feuilles de roquette, bien que ce ne soit pas un Senecio (séneçon), est une espèce de plantes à fleurs de la famille des Asteraceae.

## Taxonomie
Son nom scientifique accepté fut longtemps Senecio erucifolius L. mais des travaux, notamment ceux de Pelser & Meijden en 2005, tendent à prouver que cette espèce et d'autres font bien partie du genre Jacobaea, distinct de Senecio. Elle est l'une des plantes hôtes de la chenille du papillon Goutte-de-sang (Tyria jacobaeae).

## Sous-espèces
- Jacobaea erucifolia subsp. erucifolia

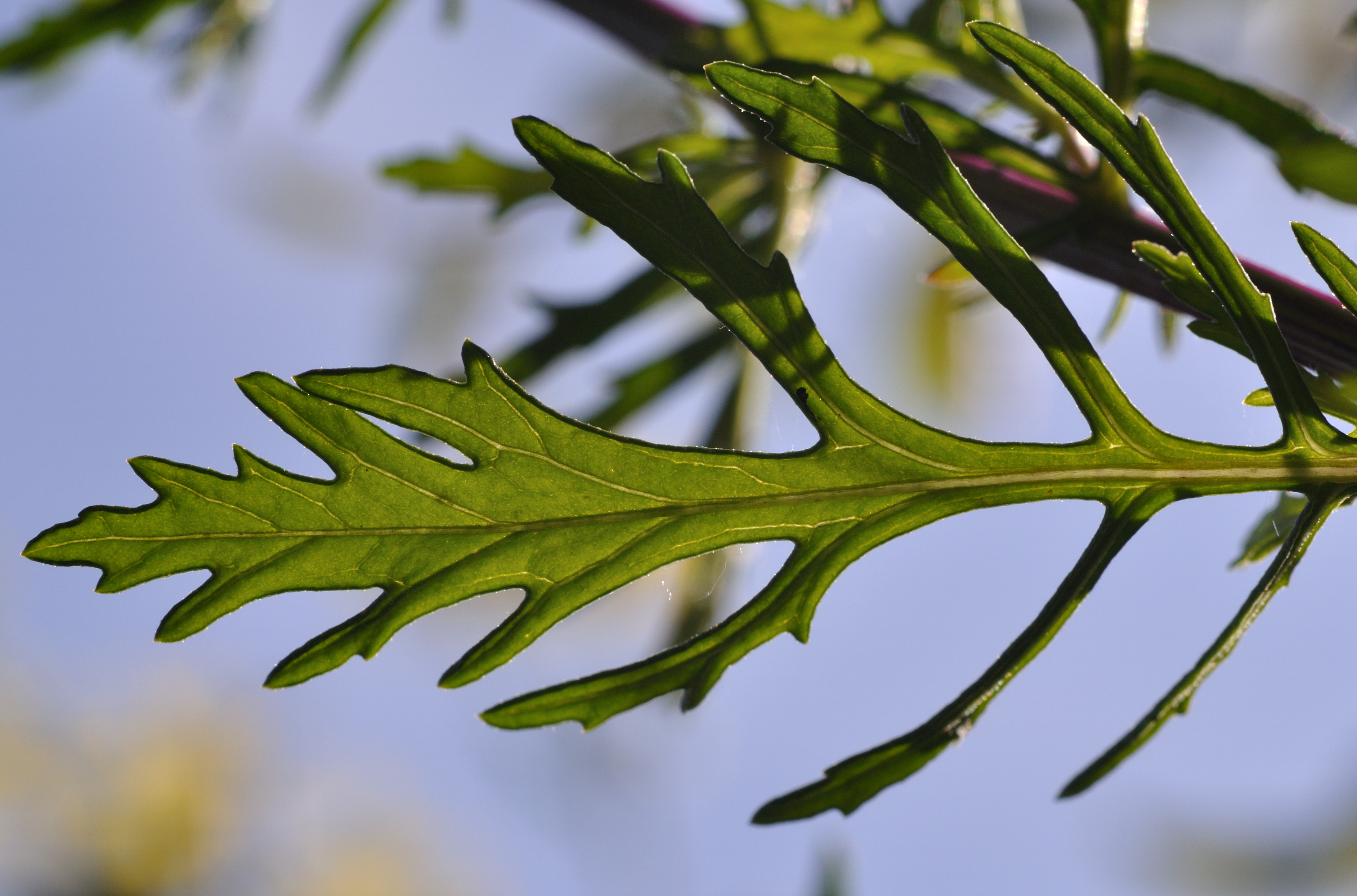
Feuille de la sous-espèce tenuifolia.

- Jacobaea erucifolia subsp. tenuifolia

## Description
C'est une plante herbacée vivace de 30 à 120 cm de hauteur, rameuse et pubescente. Les feuilles sont sessiles pennatipartites embrassantes avec oreillettes entières vert foncé et face inférieure grisâtre. Les fleurs sont jaunes, tubulées et ligulées en capitule formant un corymbe. La floraison intervient d'août à septembre.

## Habitats
Prairies, bords de chemins, friches.